# Daniel Siebert
Pour les articles homonymes, voir Siebert.
Daniel Siebert, né le 4 mai 1984 à Berlin, est un arbitre de football semi-professionnel allemand.
Il appartient au groupe d'arbitres qui officie principalement dans le championnat d'Allemagne de football.
Il peut également arbitrer les matchs internationaux pour la Fédération internationale de football association (FIFA).

## Biographie
Il officie lors du championnat d'Europe 2020. Il arbitre trois matchs lors de ce tournoi : les rencontres Écosse - Tchéquie et Suède - Slovaquie en phase de poule, et le huitièmes de finale entre le Pays de Galles et le Danemark.
Il a sifflé 4 matchs de la Coupe Arabe de la FIFA 2021 tels que le match final entre la Tunisie et l'Algérie.